# Ciao, Valentina!
Ciao, Valentina! è la seconda storia a fumetti di Valentina, celebre personaggio creato da Guido Crepax. Inizialmente concepita come un'avventura del supereroe Neutron e pubblicata sulla rivista linus, la storia è stata successivamente pubblicata su libro insieme alle altre avventure di Valentina.

## Trama
Valentina viene rapita e interrogata riguardo a delle foto che ha fatto. Dopo un tentativo di furto nel suo studio fotografico, Philip (avendo avuto notizia della sua scomparsa) si reca a Milano. Grazie al giornalista Arrigoni, Philip ottiene le diapositive di Valentina e paralizza un uomo che tenta di rubarle.
Valentina, liberata dai rapitori, scopre insieme a Philip che le foto rivelano un omicidio verificatosi in un palazzo sulla sfondo. Gli indizi conducono a Praga, dove Philip e Valentina trovano Dana, una ragazza in possesso di una preziosa cintura ingioiellata. In seguito all'intervento della banda di rapitori (capeggiata dalla misteriosa Madame Garance), Dana viene uccisa per rubare la cintura e Valentina viene nuovamente rapita.
Dopo essersi liberata, insegue Garance fino a Parigi. Philip giunge anch'egli a casa di Garance, dove riesce a paralizzarla e a recuperare la cintura, scoprendo che la donna è una collezionista di opere d'arte rubate. Garance tenta di recuperare la cintura, ma finisce schiacciata dal coperchio di una vetrina.

## Personaggi

### Valentina Rosselli
Fotografa milanese e fidanzata di Philip Rembrandt, in questa avventura viene rapita dalla banda di Madame Garance. Come negli altri primi fumetti, anche qui la sua presenza è subordinata a quella di Philip/Neutron, che è ancora protagonista della serie.

### Philip Rembrandt / Neutron
In questa avventura Philip è impegnato nella ricerca di Valentina e gli indizi lo portano a sgominare la banda di Madame Garance, che è specializzata in furti di opere d'arte e lascia una scia di omicidi sulla propria strada.

### Madame Garance Detonnerre
Ricca donna parigina e leader di una banda criminale. È in possesso di numerose opere d'arte rubate anche molto importanti (come la Venere Rokeby di Diego Velázquez). Nella sua villa di Parigi alla fine dell'episodio organizza un comics party, cioè una festa dove gli invitati sono vestiti da personaggi dei fumetti. La sua banda include Dédé La Palice, Gaston Le Fou e Camille La Rocca, con i quali compare anche in alcuni episodi della raccolta Funny Valentine.

### Dana
Ragazza ceca fidanzata con il sig. Bellanca, proprietario originale della preziosa cintura. Dopo l'omicidio del compagno, fugge a Praga con il gioiello, seguita da Philip, che però non fa in tempo a salvarla dalla banda di Garance.

## Pubblicazioni
- linus giallo ottobre 1966[1]
- Milano Libri (Valentina in giallo) ottobre 1976
- RCS (Volume 1) 2007
- Salani (Misteri e misfatti) 2010
- Mondadori (Volume 23) 2015